# میرهانی هاشمی
میرهانی هاشمی (زاده ۱ فروردین ۱۳۶۲ در ساری) یک بازیکن فوتبال اهل ایران است.

## بن‌مایه
1. ↑  «میرهانی هاشمی». ایران‌لیگ. بایگانی‌شده از اصلی در ۲۲ سپتامبر ۲۰۱۴. دریافت‌شده در ۲۲ سپتامبر ۲۰۱۴.

- مشارکت‌کنندگان ویکی‌پدیا. «Mirhani Hashemi». در دانشنامهٔ ویکی‌پدیای انگلیسی، بازبینی‌شده در ۲۷ مارس ۲۰۱۴.